# John C. Breckinridge

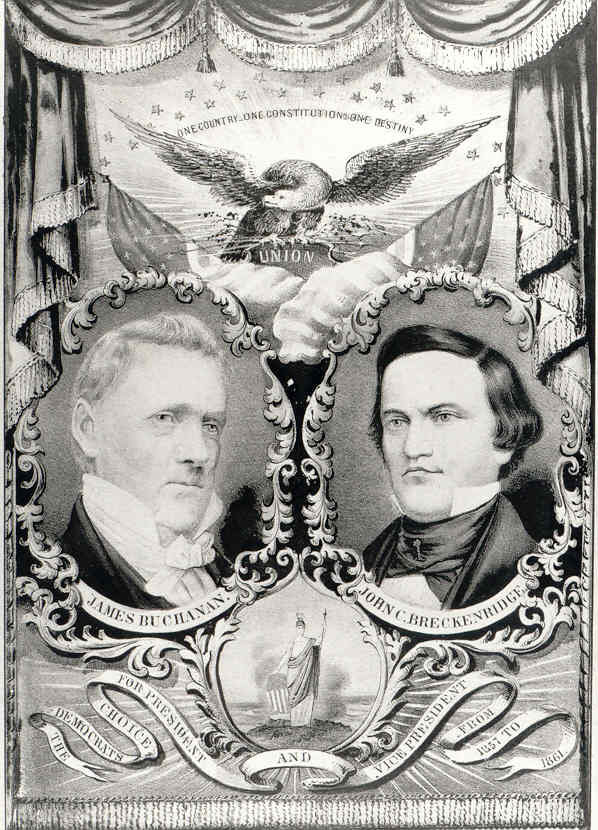
Afiche de campaña electoral del Partido Demócrata de 1856 con Breckinridge como candidato a vicepresidente al lado del candidato presidencial Buchanan.

John Cabell Breckinridge (16 de enero de 1821-17 de mayo de 1875) fue un abogado, político y militar estadounidense. Representó a Kentucky en ambas cámaras del Congreso y se convirtió en el 14.º y más joven vicepresidente de los Estados Unidos, sirviendo desde 1857 hasta 1861. Fue miembro del partido Demócrata. Sirvió en el Senado de EE. UU. durante el estallido de la Guerra Civil estadounidense, pero fue expulsado después de unirse al Ejército Confederado. Fue nombrado secretario de Guerra confederado en 1865.
Breckinridge nació cerca de Lexington, Kentucky, en una prominente familia local. Después del servicio no-combatiente durante Intervención estadounidense en México, fue elegido demócrata de la Cámara de Representantes de Kentucky en 1849, donde asumió la posición de los derechos de los estados contra la interferencia con la esclavitud. Elegido en la Cámara de Representantes de Estados Unidos en 1850, se alió con Stephen A. Douglas en apoyo de la Ley Kansas-Nebraska. Después de que la redistribución en 1854 hizo poco probable su reelección, se negó a postularse para otro mandato. Fue nominado para vicepresidente en la Convención Nacional Demócrata de 1856 para equilibrar la boleta encabezada por James Buchanan. Los demócratas ganaron las elecciones, pero Breckinridge tuvo poca influencia con Buchanan y, como presidente del Senado, no pudo expresar sus opiniones en los debates. En 1859, fue elegido para suceder al Senador John J. Crittenden al final del mandato de Crittenden en 1861. Como vicepresidente, Breckinridge se unió a Buchanan para apoyar la Constitución de Lecompton para Kansas, lo que llevó a una división en el Partido Demócrata.
Después de que los Demócratas del Sur abandonaron la Convención Nacional Demócrata de 1860, las facciones del norte y del sur del partido celebraron convenciones rivales en Baltimore que nominaron a Douglas y Breckinridge, respectivamente, para presidente. Un tercero, el Partido de la Unión Constitucional, nominó a John C. Bell. Estos tres hombres dividieron el voto sureño, mientras que el candidato republicano más contrario a la esclavitud Abraham Lincoln ganó todos menos tres votos electorales en el norte, lo que le permitió ganar las elecciones. Breckinridge se llevó la mayoría de los votos provenientes de los estados del sur. Tomando su asiento en el Senado, Breckinridge instó a un compromiso para preservar la Unión. Los unionistas tenían el control de la legislatura estatal y obtuvieron más apoyo cuando las fuerzas confederadas se movilizaron a Kentucky.
Breckinridge huyó detrás de las líneas confederadas. Fue comisionado general de brigada y luego expulsado del Senado. Después de la Batalla de Shiloh en 1862, fue ascendido a mayor general, y en octubre fue asignado al Ejército de Misisipi bajo Braxton Bragg. Después de que Bragg acusó que la embriaguez de Breckinridge había contribuido a las derrotas en las batallas de Stone River y Missionary Ridge, y después de que Breckinridge se uniera a muchos otros oficiales de alto rango para criticar a Bragg, fue transferido a otro ejército confederado, el Departamento Trans-Allegheny. Allí fue donde obtuvo su victoria más significativa en la batalla de New Market de 1864. Después de participar en las campañas del general Jubal Early en el Valle de Shenandoah, Breckinridge fue encargado de defender suministros en Tennessee y Virginia. En febrero de 1865, el presidente Confederado Jefferson Davis lo nombró Secretario de Guerra. Concluyendo que la guerra era inútil, instó a Davis a organizar una rendición nacional. Después de la caída de Richmond, Breckinridge aseguró la preservación de los registros confederados. Luego escapó del país y vivió en el extranjero por más de tres años. Cuando el presidente Andrew Johnson extendió la amnistía a todos los ex confederados en 1868, Breckinridge regresó a Kentucky, pero se resistió a todo intento para reanudar su carrera política. Las heridas de guerra le quitaron la vida y murió en 1875. Breckinridge es considerado como un efectivo comandante militar. Aunque popular en Kentucky, muchos en el Norte lo tildaban de traidor.

## Biografía
Nació el 16 de enero de 1821 en "Cabell`s Dale" ("Valle de Cabell") cerca de la ciudad de Lexington en el Estado de Kentucky. El cuarto de seis hijos y único varón de Joseph "Cabell" Breckinridge y Mary Clay (Smith) Breckinridge.  Su madre era hija de Samuel Stanhope Smith, fundador del Hampden-Sydney College en 1775, y nieta de John Witherspoon, firmante de la Declaración de Independencia. Era nieto de John Breckinridge, un político que había ocupado el cargo de fiscal general de los Estados Unidos (un cargo que en Estados Unidos es una mezcla de fiscal general de la República y ministro de Interior y Justicia) durante una parte del Gobierno del presidente Thomas Jefferson.
Estudió en la Pisgah Academy en el Condado de Woodford (Kentucky); se graduó en el Centre College, en Danville (Kentucky) en 1839. Luego continuó sus estudios en el College of New Jersey (actualmente conocida como Universidad de Princeton), y terminó estudiando Leyes en el Transylvania Institute de Lexington (Kentucky). En 1840 fue admitido a la Barra de Abogados (lo que le daba licencia legal para ejercer el Derecho).
En 1843 Breckinridge se casó con Mary Cyrene Burch.
Entre 1847 y 1848 sirvió con el grado de Mayor en el Third Kentucky Volunteers (Tercero de Voluntarios de Kentucky); una unidad de voluntarios de su Estado natal integrada en el Ejército de los Estados Unidos para combatir en la Intervención estadounidense en México.
En 1849 Breckinridge ganó en las elecciones legislativas estatales el cargo de Representante (diputado) en la Cámara de Representantes de la Asamblea General de Kentucky (Asamblea Legislativa estatal o regional del Estado de Kentucky). Breckinridge había ganado la elección en su distrito como candidato del Partido Demócrata.
En las elecciones de noviembre de 1850 fue elegido Representante (diputado) de la Cámara de Representantes del Congreso de los Estados Unidos, por el 8.º distrito congresional del Estado de Kentucky. Tomó posesión el 4 de marzo de 1851 y se mantuvo como miembro Demócrata del Congreso hasta el 4 de marzo de 1855, ya que en las elecciones de noviembre de 1852 había sido reelegido para un segundo período.

## Breckinridge Vicepresidente de Estados Unidos
La Convención Nacional del Partido Demócrata del año 1856 eligió a Breckinridge Candidato a Vicepresidente de los Estados Unidos por ese partido, acompañando al Candidato Demócrata a Presidente de los Estados Unidos que era James Buchanan.
En las elecciones del 4 de noviembre de 1856 la fórmula presidencial formada por Buchanan y Breckinridge obtuvo entre 1.832.955 y 1.836.072 votos populares (la pequeña cifra de diferencia depende de la fuente que se cite) equivalente al 45,3% del sufragio popular; y en el Colegio Electoral obtuvo 174 votos de los 296. Por lo tanto la fórmula demócrata derrotó a los candidatos de los otros partidos, y Breckinridge fue nombrado vicepresidente electo de la Nación.
El 4 de marzo de 1857 tomó posesión de su cargo de Vicepresidente de la República, ocupando el cargo por un período constitucional hasta el 4 de marzo de 1861. Era el vicepresidente más joven en la historia del país, ya que tenía 36 años de edad (cumplidos menos de dos meses antes de tomar posesión); y la edad mínima para poder ser Vicepresidente según la Constitución estadounidense es de 35 años.
A pesar de ser un fuerte partidario de la esclavitud de los negros afroamericanos, en una época difícil en que este asunto empujaba a la nación a la división y a la guerra civil; se considera que él presidió el Senado de Estados Unidos con visible imparcialidad (el vicepresidente de la República es el presidente del Senado en Estados Unidos).

## División del Partido Demócrata y Candidatura Presidencial de Breckinridge
Cuando la Convención Nacional del Partido Demócrata se reunió en abril de 1860 en la ciudad de Charleston en el Estado sureño de Carolina del Sur para elegir a los candidatos del partido para Presidente y Vicepresidente de la Nación y aprobar el Programa Electoral; la situación interna del partido era muy delicada.
Los demócratas de los Estados del Sur del país se habían radicalizado en su defensa de la esclavitud de los negros y se presentaban con posiciones intransigentes a la Convención; por su parte, los demócratas de los Estados del Norte ya no estaban dispuestos a seguir cediendo frente a sus compañeros del Sur, por temor a perder votos en el Norte al ser considerados demasiado serviles frente a los intereses del Sur.
Recién comenzada la Convención, 50 delegados de Estados del Sur se retiraron de la misma alegando un conflicto sobre la Plataforma Electoral; iniciando el proceso de ruptura y división del partido.
Aun así se intentó continuar con la elección del candidato presidencial; se presentaron las nominaciones o precandidaturas de 6 dirigentes demócratas (entre los cuales no estaba Breckinridge), pero después de varias rondas de votaciones no fue posible que ninguno de ellos alcanzara la mayoría requerida reglamentariamente (aunque Stephen A. Douglas del Norte siempre iba adelante). Después de la votación número 57, Douglas todavía no llegaba a la mayoría requerida; y el 3 de mayo de 1860 los delegados desesperados decidieron parar las votaciones y aplazar la Convención.
La Convención volvió a reunirse en la ciudad de Baltimore, en el Estado de Maryland, el 18 de junio de 1860. Entonces los más radicales de los demócratas del Sur que quedaban en la Convención, exigieron que se incluyera en la Plataforma Electoral del partido un compromiso para aprobar unas reformas legales que permitieran extender la esclavitud a los Territorios poco poblados del Oeste que todavía no eran Estados pero que estaban en vías de serlo; aquello era inaceptable para los demócratas del Norte, y la propuesta fue rechazada en una votación. Como respuesta, 110 delegados del Sur se retiraron de la Convención consumando la división definitiva del partido.
Los delegados restantes eligieron candidato presidencial a Douglas, y eligieron a un sureño que se había quedado en la Convención como candidato vicepresidencial en un esfuerzo por atraer votos del Sur a pesar de la división; algo que se demostraría inútil.
Mientras tanto los demócratas del Sur reunieron su propia Convención en la ciudad de Richmond, en el Estado de Virginia, el 28 de junio de 1860; y en esa Convención eligieron como su candidato a Presidente de los Estados Unidos a Breckinridge, que para ese entonces todavía era Vicepresidente del país. En la única ronda de votación para elegir al candidato presidencial en esa Convención de los demócratas renegados sureños, Breckinridge obtuvo los votos de 81 delegados derrotando a su único rival, Daniel S. Dickinson (un exsenador de Nueva York que a pesar de ser norteño se había alineado con los demócratas del Sur), que obtuvo los votos de 24 delegados.
A pesar de ser el vicepresidente de la República, Breckinridge era considerado un político sin mucho relieve; y antes de la división del partido ni siquiera era un aspirante presidencial. Aun así los demócratas sureños lo designaron su Candidato Presidencial; debiendo competir contra el aspirante demócrata del Norte (Douglas) y contra John C. Bell del Partido de la Unión Constitucional (un partido formado por ex-whigs y por miembros del antiguo movimiento político Know Nothing) y Abraham Lincoln del Partido Republicano.
El programa electoral de Breckinridge era casi idéntico al de los otros tres candidatos (sobre todo en lo de aumentar el gasto del Gobierno Federal destinado a obras de infraestructura), excepto por dos grandes diferencias; una de esas diferencias era que Breckinridge no quería aumentar los aranceles como querían hacer los otros candidatos (ya que la política comercial que convenía a los Estados del Sur era el libre comercio, mientras que a los del Norte les convenía una política proteccionista). Pero la principal diferencia estaba en el tema de la esclavitud de los negros afroamericanos, porque Breckinridge proponía extender la esclavitud a los Territorios del Oeste que estaban en vías de convertirse en Estados, mientras que los demás se oponían a esta medida (y en el caso de Lincoln éste inclusive quería eliminarla algún día en los Estados del Sur).
Los demócratas del Sur y su candidato Breckinridge querían legalizar la esclavitud en esos Territorios para que cuando se fueran convirtiendo en Estados (cada Territorio se convertía en Estado cuando el Congreso de los Estados Unidos consideraba que reunía las condiciones necesarias para serlo) y por lo tanto comenzaran a mandar Senadores y Representantes al Congreso y a participar en las elecciones presidenciales; pudieran inclinar la balanza del poder político a favor de los esclavistas y así garantizar que la institución de la esclavitud no fuera eliminada jamás por los abolicionistas del Norte. Los sureños estaban alarmados por el creciente poder de las fuerzas abolicionistas y su clase política estaba prácticamente paranoica, temiendo que el Norte usara la fuerza para eliminar la esclavitud.
Pero en el Norte, hasta los electores abolicionistas más moderados y aquellos que no eran abolicionistas y no les interesaba para nada el asunto de la esclavitud; se oponían radicalmente a que los futuros Estados del Oeste fueran esclavistas, ya que entonces el país sería controlado por la clase política del Sur. Y reclamaban que hacerlo sería una violación de acuerdos políticos y legales previos. Douglas y Bell se mostraban ambiguos en relación con el tema para no perder votos ni entre los electores del Norte ni entre los del Sur; mientras Lincoln y su equipo se oponían abiertamente a esa extensión de la esclavitud a los Territorios. Breckinridge y sus partidarios alegaban que permitir la esclavitud en los Territorios facilitaría el proceso de poblarlos; pero su razón de fondo era el control político del país para conservar la esclavitud.
La campaña para la elección era tan anormal, que Lincoln no pudo inscribir su candidatura en 9 Estados del Sur debido al intenso odio que él y su partido despertaban entre los ciudadanos del Sur; así que en esos Estados ni siquiera figuraba en las boletas electorales (aunque de todas maneras casi nadie hubiera votado por él). En los pocos Estados del Sur donde sí pudo presentar su candidatura, no se esperaba que obtuviera más que una cifra insignificante de votos.
Pero a Breckinridge le afectaba una situación ligeramente parecida, pero a la inversa; aunque sí pudo inscribir su candidatura en casi todos los Estados del Norte (con la sola excepción de Nueva Jersey, Nueva York y Rhode Island, donde funcionaba una boleta de fusión electoral de Douglas, Bell y Breckinridge, otra particularidad extraña de esta elección), era evidente que en el Norte no iba a sacar casi votos debido a su entrega total a los intereses del Sur que lógicamente despertaba el rechazo de los votantes norteños.
Por su parte Bell estaba inscripto en los mismos Estados que Breckinridge y al igual que él participaba en la boleta de fusión parcial en Nueva Jersey, Nueva York y Rhode Island. Pero lo más importante, es que la mayoría de los votantes de Bell eran antiguos miembros sureños del desaparecido Partido Whig de los Estados Unidos que se negaron a unirse al Partido Republicano (heredero natural del Partido Whig) por la oposición de ese partido a la esclavitud. También apoyaban a Bell todos los sureños moderados que se oponían al programa radical de los demócratas sureños de Breckinridge; en cambio, en el Norte, Bell no tenía casi apoyo.
Y por último, Douglas, que era el único candidato inscripto en todo el país; no gozaba de mucho apoyo en los Estados del Sur (a excepción de algunas grandes ciudades sureñas). Por estas razones, en realidad la competencia era entre Douglas y Lincoln en el Norte del país y entre Breckinridge y Bell en el Sur.
Estaba claro que la situación favorecía a Lincoln y su Partido Republicano, que podían obtener la victoria por la división de sus enemigos; consciente de la amenaza para los intereses del Sur, el político sureño Jefferson Davis (futuro Presidente de los Estados Confederados de América) propuso un pacto a Douglas, Breckinridge y Bell para que los tres renunciaran a sus respectivas candidaturas para apoyar a un Candidato de Unidad que pudiera derrotar al republicano Lincoln.
Breckinridge estaba de acuerdo con la idea, demostrando así desprendimiento personal por anteponer sus ideales a su ambición; Bell también aceptaba la propuesta, y el candidato a Vicepresidente de la facción demócrata que apoyaba a Douglas igualmente se manifestaba favorable. Pero Douglas se negó tajantemente a renunciar a su candidatura, haciendo imposible el acuerdo; así que los tres antirrepublicanos continuaron con sus candidaturas, dividiendo sus fuerzas. Como ya se mencionó antes, sólo hubo una boleta unida anti-republicana en Nueva Jersey, Nueva York y Rhode Island.
El suicidio político de los demócratas era total: aunque Breckinridge le ganara a Bell en todos los Estados del Sur (algo muy difícil) de todas maneras no podía ganar la Presidencia por no poder contar con ningún Estado del Norte, y por su parte Douglas, aunque recorría todo el país, no podía ganar en el Sur y en el Norte corría peligro de ser aplastado por la avalancha republicana. Y Bell sólo complicaba todavía más las cosas para los dos.
En las elecciones presidenciales celebradas el 6 de noviembre de 1860, tal como se esperaba Breckinridge perdió en todos los Estados del Norte y del Oeste; en algunos Estados del Norte (Illinois, Iowa, Míchigan, Vermont y Wisconsin) ni siquiera llegó al 1% de los votos populares. En otros Estados norteños (Indiana, Massachusetts, etc.) no llegó al 5% de los sufragios populares, y en otros lo superó por muy poco. El único Estado del Norte donde alcanzó un importante porcentaje del voto popular fue Pensilvania, donde obtuvo 37,5% de los votos pero de todas maneras fue superado por Lincoln en ese Estado.
En los Estados del Oeste que ya existían tuvo mejores resultados que en el Norte (como en California donde obtuvo un 28,4% de los votos quedando en tercer lugar); pero de todas maneras no quedó en primer lugar en ninguno de ellos.
Pero como también era de esperarse, Breckinridge ganó en todos los Estados esclavistas o del Sur excepto en Kentucky, Tennessee y Virginia en los que ganó Bell; y Misuri, en el que ganó Douglas, (particularmente doloroso para Breckinridge era el haber perdido en su Estado natal de Kentucky ante Bell). En algunos Estados en los que Breckinridge ganó, lo hizo por estrecho margen (como en Maryland donde obtuvo 45,9% contra 45,1% de Bell, o Carolina del Norte donde obtuvo 50,5% contra 46,7% de Bell); pero en otros lo hizo con una mayoría aplastante (como en Texas donde obtuvo un 75,5% de los votos populares).
A nivel total nacional, Breckinridge obtuvo entre 848.019 y 848.356 votos populares (la pequeña diferencia depende de las diferentes fuentes citadas); que equivalían al 18,10% del total de los sufragios populares emitidos. Había quedado tercero detrás de Lincoln y Douglas en el voto popular, y sólo había superado a Bell que llegó cuarto.
Pero como las elecciones presidenciales en Estados Unidos son indirectas o de Segundo Grado, y generalmente en cada Estado el ganador del sufragio popular se lleva todos los votos de los Grandes Electores de ese Estado; y como Breckinridge había ganado en la mayoría de los Estados sureños, se dio la paradoja de que quedó segundo en la votación del Colegio Electoral con 72 Electores (sólo superado por Lincoln que tenía 180 Electores) mientras que Douglas, el segundo en votos populares, quedó relegado al cuarto lugar del Colegio Electoral (por detrás de Bell) con tan sólo 12 Electores.
De todas maneras, Lincoln había ganado por haber arrasado en los Estados del Norte y se convirtió en presidente electo de los Estados Unidos; a Breckinridge, en su condición de presidente del Senado, le tocó proclamar los resultados electorales y anunciar oficialmente el triunfo de su rival, una vez concluido el escrutinio del sufragio del Colegio Electoral realizado por el Congreso en pleno. Pero la mayoría de los Estados del Sur no estaban dispuestos a aceptar a un Presidente republicano y la Guerra Civil se hizo inevitable.

## Breckinridge en la Guerra Civil
Apenas se supo que Lincoln era el presidente electo, la mayoría de los Estados esclavistas del Sur comenzaron a convocar Convenciones Constituyentes para "revisar sus relaciones con la Unión federal"; cada estado usó su respectiva Convención Constituyente para proclamar su separación de los Estados Unidos de América y acto seguido los Estados separatistas procedieron a formar un nuevo país llamado los Estados Confederados de América.
Toda la clase política de los Estados del Norte, tanto los demócratas como los republicanos, incluyendo al Presidente saliente Buchanan y al Presidente electo Lincoln, proclamaron que esto era un acto anticonstitucional y criminal. Alegaban que aunque los estados estadounidenses gozan de la autonomía más grande que se puede gozar en un sistema federal de gobierno; la Constitución de los Estados Unidos no les reconoce el derecho a independizarse, porque la Unión es perpetua e indivisible. Por lo tanto Estados Unidos no podía reconocer ni aceptar la Independencia de los Estados Confederados de América ya que era un acto contra la Constitución y las leyes, y si los Estados Confederados intentaban imponerla por la fuerza sería una rebelión armada contra las legítimas autoridades constitucionales.
Sin embargo, Breckinridge apoyaba la Independencia de los Estados Confederados. Esto lo ponía en una situación delicada e irónica, porque era el vicepresidente de un país al que quería destruir dividiéndolo y era miembro de un Gobierno contra el que estaba dispuesto a alzarse en armas (no hay que olvidar que hasta que Lincoln y su Vicepresidente electo tomaran posesión de sus cargos, Breckinridge seguía siendo el vicepresidente de los Estados Unidos). Aun así, Breckinridge intentó que se llegara a un acuerdo pacífico para que se reconociera la Independencia del Sur sin derramamientos de sangre.
A pesar de todo, la Asamblea General de Kentucky (Asamblea Legislativa estatal o regional de su Estado natal de Kentucky) lo eligió Senador al Congreso de los Estados Unidos en representación de Kentucky; por lo que el mismo día (4 de marzo de 1861) en que Breckinridge abandonó el cargo de Vicepresidente, tomó posesión de su nuevo cargo de Senador en el Congreso de la Unión.
Pero el ser senador no lo hizo dejar de apoyar la Secesión de los Estados rebeldes, sino que por el contrario usó su nuevo cargo para apoyar la Rebelión intentando hacer las veces de representante político o diplomático de los Estados Confederados de América. También se oponía desde el Congreso a las medidas de guerra del Gobierno de Lincoln, favoreciendo así a los rebeldes. Y presionaba para que su Estado, Kentucky, convocara una Convención Constituyente para separarse de la Unión.
Esta situación se prolongó hasta el 4 de diciembre de 1861, cuando fue expulsado del Congreso al igual que otros Senadores sureños por actividades subversivas de apoyo a la Rebelión. Anticipándose a esta decisión que lo privaría de su inmunidad parlamentaria, Breckinridge, que temía ser arrestado por delitos federales de rebelión y traición (castigados con la pena de muerte), había huido en octubre al territorio controlado por los rebeldes del Sur.
Ante la confusa situación que se vivía en los primeros meses de la guerra de Secesión los militares y políticos del Sur tenían dos alternativas: una era acatar la decisión de su Estado sobre separarse o permanecer en la Unión, aunque eso significara anteponer la lealtad a su Estado natal por encima de sus convicciones personales (que fue el caso de Robert E. Lee que a pesar de oponerse personalmente a la idea de la Secesión terminó luchando a su favor por lealtad a su Estado natal que había decidido separarse de la Unión). La otra alternativa era lo contrario, anteponer sus convicciones e intereses personales a la lealtad a su Estado; y esto fue lo que hizo Breckinridge que rompió con Kentucky, su Estado, cuando éste decidió no separarse y permanecer dentro de la Unión federal estadounidense a pesar de ser un Estado esclavista y sureño. Aunque la mayoría de sus paisanos habían decidido seguir siendo estadounidenses, Breckinridge se puso al servicio de los Estados que sí se habían separado y que se rebelaban contra la Unión.
Una vez instalado en el territorio rebelde, Breckinridge se incorporó al Ejército Confederado; es decir, al Ejército formado por los Estados rebeldes del Sur con la aportación de sus respectivas Milicias Estatales (la Milicia Estatal era el nombre con el que se conocía en aquella época a la Guardia Nacional) y con las unidades del Ejército regular federal (nacional) que se encontraban en el Sur y que se unieron a la Rebelión. Es quizás el único caso en la historia en que un Exvicepresidente de los Estados Unidos comandó tropas contra los Estados Unidos en una guerra.
Breckinridge recibió el grado de General de Brigada al momento de inscribirse en el Ejército Confederado; y en poco tiempo fue ascendido al rango de Mayor-General (equivalente a General de División en los Ejércitos latinos). Mientras era General de Brigada, Breckinridge tuvo el mando de la 1.ª Brigada de Kentucky; una unidad formada por voluntarios de Kentucky, el Estado natal de Breckinridge, que al igual que él apoyaban la Secesión y la Rebelión a pesar de que su Estado no lo hiciera. La unidad era conocida como la Brigada Huérfana, por estar huérfana del apoyo de su Estado; y porque sus miembros no podían regresar a su tierra natal ni siquiera en los períodos de licencia porque al estar Kentucky dentro de la Unión podían ser detenidos por Rebelión y Traición.
Breckinridge comandó la Brigada en la Batalla de Shiloh, el 6 de abril y el 7 de abril de 1862 en territorio de Tennessee; en esa batalla Breckinridge fue herido. Al ser ascendido a General de División, Breckinridge transfirió el mando directo de la Brigada Huérfana a otro Brigadier, pero ejercía el mando sobre la División a la que pertenecía la Brigada. Y de esta manera dirigió a toda su división en un ataque suicida el último día de la Batalla del Río de las Piedras (Stones River), el 2 de enero de 1863; Breckinridge sobrevivió pero tuvo que ver como la Brigada Huérfana era masacrada, y hasta su sucesor en el mando de la Brigada resultó muerto. Se cuenta que Breckinridge caminó entre los sobrevivientes gritando: "¡mís pobres huérfanos, mís pobres huérfanos!". Aquel ataque había sido una orden directa del superior de Breckinridge, el General Braxton Bragg, un hombre con el que mantenía una terrible relación y al que odiaba profundamente (sentimiento correspondido, porque Bragg lo detestaba).
Breckinridge combatió bajo las órdenes de Bragg en otras batallas importantes, como las de Chickamauga y Chattanooga.
A principios de 1864 Breckinridge fue trasladado al Teatro de Operaciones del Este y se le entregó el mando de todas las Fuerzas Confederadas concentradas en el Valle de Shenandoah (Shenandoah Valley). El 15 de mayo de 1864 Breckinridge obtuvo una importante victoria en la Batalla del Nuevo Mercado (New Market) donde derrotó a una fuerza superior del Ejército de la Unión. En esa batalla se produjo una célebre anécdota histórica cuando Breckinridge vio que las fuerzas de la Unión habían roto las líneas de su Ejército; y entonces uno de sus oficiales le aconsejó que ordenara a los cadetes del Instituto Militar de Virginia (la Universidad militar más antigua de Estados Unidos, conocida por sus siglas en inglés como VMI) que salieran de la reserva y atacaran para detener el avance de las fuerzas federales. Breckinridge al principio se negó diciendo: "No lo haré", pero su oficial le replicó: "General, no tiene ninguna opción" y fue cuando Breckinridge les dijo a los 257 cadetes (que tenían entre 15 y 17 años de edad, aunque según algunos informes los había de hasta 12 años): "ataquen muchachos...y que Dios pueda perdonarme por la orden". Los jóvenes cadetes en una acción heroica derrotaron a los soldados del Norte y ganaron la batalla, a costa de la muerte de diez de ellos y de las heridas de muchos más (a partir de entonces los cadetes de la VMI tienen el privilegio de calar las bayonetas en los desfiles, cosa que no pueden hacer las otras Universidades militares de Estados Unidos).
Posteriormente Breckinridge reforzó con sus fuerzas al Ejército del Norte de Virginia del General Lee y jugó un papel importante en la Batalla de Cold Harbor donde las tropas bajo su mando repelieron un ataque de gran escala de las fuerzas de la Unión. Luego participó en las Campañas del Valle de 1864, que tenían como objetivo amenazar a la capital federal de Washington D. C. para obligar al General Ulysses S. Grant a retirar tropas destinadas a la invasión del Sur y reasignarlas a la defensa de la capital donde se encontraba el Gobierno de Lincoln.
En el marco de estas campañas, Breckinridge participó en la Batalla de Monocacy el 9 de julio de 1864, donde los confederados ganaron y abrieron la ruta a la capital. El 11 de julio y el 12 de julio se peleó otra batalla en las puertas de Washington (la Batalla de la Fortaleza Stevens) donde los confederados fueron derrotados por los defensores de la capital; una anécdota de esta batalla es que Lincoln en persona supervisaba la batalla desde un sitio que incluso estuvo bajo fuego enemigo, y del lado enemigo estaba Breckinridge junto con los otros generales rebeldes. Es la única vez en la historia estadounidense que dos ex-rivales en una elección presidencial se han enfrentado en un campo de batalla.
En septiembre de 1864, Breckinridge tomó el mando de las fuerzas confederadas del suroeste de Virginia que se encontraban en gran desorden. Él reorganizó ese Departamento del Ejército Confederado, y lanzó una incursión contra el noreste de Tennessee. Del 1 de octubre al 3 de octubre de 1864 se peleó la Batalla de Saltville, en Virginia; las fuerzas confederadas resultaron victoriosas contra las tropas de la Unión, pero algunos militares confederados cometieron crímenes de guerra después de la batalla asesinando a soldados negros afroamericanos de la Unión que habían quedado heridos en el combate anterior. Breckinridge se enfureció cuando se enteró de lo que habían hecho estos hombres que estaban bajo su comando, e intentó hacerle un juicio militar al comandante responsable de la masacre; pero la situación desesperada de la Confederación que ya estaba perdiendo la guerra no permitió que se llevara a cabo el juicio.
El 4 de febrero de 1865 el Presidente de los Estados Confederados de América Jefferson Davis nombró a Breckinridge Secretario de Guerra de los Estados Confederados (cargo equivalente a un ministro de Defensa de los Estados Confederados, al menos en lo que se refería al Ejército de tierra confederado); con este nombramiento Breckinridge volvía a ser parte de un Gobierno, aunque fuera un Gobierno que no era reconocido por la comunidad internacional y que era considerado ilegítimo y usurpador por el Gobierno de Estados Unidos. Además, lo convertía en la autoridad político-administrativa más importante del Ejército de tierra de los rebeldes después del Presidente Davis; aunque la máxima autoridad militar seguía siendo el comandante general del Ejército confederado, el general Robert E. Lee.
Breckinridge sabía que la guerra estaba perdida, y por eso insistió desde su nuevo cargo en llegar a un acuerdo de rendición honorable que evitara derramamientos de sangre inútiles. Pero sus iniciativas se estrellaban contra la voluntad fanática del Presidente Davis de continuar la lucha contra toda esperanza.
Cuando se hizo evidente que la ciudad de Richmond, capital de Virginia y también de los Estados Confederados de América, iba a caer en manos del Ejército de la Unión comandado por el General Ulysses S. Grant; Breckinridge tomó la decisión de no destruir los archivos militares de la Confederación permitiendo así que cayeran en manos de las fuerzas enemigas. Con esto buscaba que la historia conociera un registro completo del esfuerzo de guerra que habían hecho los confederados; aunque fuera poniendo los papeles en manos del enemigo.
El 2 de abril de 1865 el presidente Davis y todo su Gobierno huyeron de Richmond en un tren a la ciudad de Danville; entre ellos iba Breckinridge. Al día siguiente, 3 de abril, Richmond cayó finalmente y fue ocupada por Grant y su Ejército.
Breckinridge seguía intentando convencer a Davis de que la resistencia era inútil; pero no lo dejaba solo, porque su honor lo obligaba a proteger la vida y la integridad de su Presidente. El 9 de abril el General Lee se rindió a Grant marcando prácticamente el final de la guerra; el General Joseph E. Johnston tenía el mando de lo que quedaba del Ejército Confederado, pero solo buscaba un acuerdo para rendirse también y Breckinridge lo asesoraba en las negociaciones para alcanzar ese acuerdo. El 26 de abril Johnston rendía su Ejército y se confirmaba la derrota; los Estados Confederados de América ya no existían y todo su territorio estaba ocupado por el Ejército de la Unión. El Gobierno de Davis ya no tenía poder alguno y fue disuelto.

## Breckinridge Después de la Guerra Civil. El Hombre al que "El New York Times" Deseaba Ver Muerto.
Luego de consumada la derrota de la Confederación, Breckinridge estaba en la peor situación de su vida; era un fugitivo de la justicia al que se perseguía por delitos federales de Rebelión Militar y Traición a la Patria. Como todos los antiguos dirigentes civiles y militares de la Secesión sureña, tuvo que pasar a la clandestinidad y esconderse de las numerosas tropas federales que ocupaban a los Estados sureños; de hecho la situación de éstos hombres era como la de los miembros del Gobierno de un país que hubiera sido invadido y ocupado por fuerzas extranjeras. En la confusión de la huida, Breckinridge y el expresidente Davis se separaron.
Breckinridge tenía más razones para temer que lo sometieran a un juicio militar por Traición y lo condenaran a la Pena capital que el resto de los líderes sureños (a excepción de Davis); ya que muchos políticos y medios de comunicación (diarios y periódicos) de los Estados del Norte lo odiaban con pasión y habían hecho una constante campaña en su contra presentándolo como el peor de los traidores.
El ejemplo más famoso de ese odio y de esa campaña de descrédito contra Breckinridge, fue el incendiario y ofensivo editorial del "New York Times" del 7 de diciembre de 1863; más de un año antes del fin de la guerra. En aquel momento había llegado del frente de guerra una información no confirmada de que Breckinridge había muerto en combate; algo que obviamente se demostraría falso o equivocado. Pero el diario más importante de Nueva York recogió el rumor y publicó un editorial en que prácticamente celebraba con alegría la posible muerte de Breckinridge. El editorial comenzaba diciendo que "Sí es verdad, como ahora se declara positivamente, que una bala leal ha enviado a éste traidor a la eternidad, cada corazón leal sentirá satisfacción y sin escrúpulos lo expresará..." Luego el editorial repasaba la historia personal de Breckinridge recalcando su ingratitud hacia la nación que lo había elevado a su segundo cargo más importante (la Vicepresidencia); y lo acusaba de haber contribuido a dividir y destruir a su partido aceptando una candidatura presidencial ilegítima. Apuntaba la sospecha de que su candidatura había sido tan solo una maniobra para provocar la Secesión de los Estados del Sur; y lo acusaba de haber traicionado a su Estado (Kentucky) a pesar de haber prometido solemnemente acatar las decisiones de su Estado y seguir su camino. Recordaba como había cambiado el rol de Senador de la Unión por el de militar rebelde, y toda esta historia la contaba en términos muy duros. El editorial terminaba diciendo "De todos los traidores malditos de la tierra no ha habido ninguno más atrozmente falso que él. Ninguno cuya memoria vivirá en una ignominia más oscura. Conceda Dios al país librarse rápido de tales parricidas".
Breckinridge temía que la presión de opiniones como esa obligaran al Gobierno de Estados Unidos a someterlo a un juicio rápido y a ejecutarlo en la horca o frente a un pelotón de Fusilamiento; y más todavía después de que su ex-rival Lincoln fuera asesinado, ya que al menos Lincoln era un moderado, pero con su muerte los republicanos más radicales (que tenían el control del Congreso y de varios Departamentos del Gobierno) tenían vía libre para impulsar una política de mano dura contra los ex-rebeldes.
Por eso, Breckinridge y un pequeño grupo navegaron en una diminuta embarcación desde el Estado de la Florida hasta Cuba, que para ese momento era una Colonia de España; iniciando así su exilio político. De Cuba se fue al Reino Unido; y posteriormente a Canadá.
Algunos años más tarde, la clase política gobernante en Estados Unidos decidió finalmente que no era conveniente someter a juicio a los líderes de la derrotada Rebelión confederada; y se dictaron generosas leyes de Amnistía para perdonar sus delitos. Así fue como Breckinridge pudo regresar a su ciudad natal de Lexington, en Kentucky, en marzo de 1869; como un hombre libre. Él volvió a dedicarse al ejercicio privado del Derecho; y rechazó varias sugerencias para que volviera a la política activa (otros dirigentes ex-rebeldes sí habían vuelto a la política nada más ser perdonados).
Aunque no regresó a la política, sí habló para criticar fuertemente al grupo terrorista racista Ku Klux Klan; a pesar de que este grupo era el heredero espiritual de la ideología esclavista que Breckinridge había defendido en el pasado, él se oponía a los métodos criminales con los que luchaban contra los negros afroamericanos y los blancos del Norte.
Breckinridge logró convertirse en vicepresidente de la Elizabethtown, Lexington, and Big Sandy Railroad Company; una empresa privada de ferrocarriles, en una época en que la industria de los ferrocarriles tenía en Estados Unidos la misma importancia que tienen actualmente para la economía de ese país las empresas petroleras y automovilísticas. Esto le permitió vivir sus últimos años en buena posición económica.
Breckinridge murió en Lexington el 17 de mayo de 1875 (diez años después del final de la Guerra Civil o de Secesión) y fue enterrado en el cementerio de esa ciudad, donde están enterradas varias personalidades importantes de la historia estadounidense.